# Georges Pallu
Georges Pallu anche come George Pallu (Parigi, 4 dicembre 1869 – Neuilly-sur-Seine, 1º settembre 1948) è stato uno sceneggiatore e regista francese.

## Biografia
Georges Pallu, prima di lavorare nel cinema era avvocato ed ufficiale dell'esercito, è stato segretario del ministro francese per l'istruzione pubblica. Nel 1911 ha cominciato a lavorare nella società di produzione cinematografica Pathé Frères. Dal 1918 fino al 1924 ha lavorato come regista per la compagnia di produzione Invicta Film. Nominato Cavaliere dell'Ordine di Cristo dal Presidente della Repubblica Portoghese ("Diário do Governo", 2ª Serie, 28-12-1919).

## Filmografia

### Regista
- Alerte!, co-regia di E. Berny (1912)
- Un drame au phare (1914)
- Les deux perles (1916)
- La confiance règne (1916)
- Lune jolie co-regia di Roger Lion (1917)
- L'étrangère (1917)
- Frei Bonifácio (1918)
- O Comissário de Polícia (1919)
- O Mais Forte (1919)
- A Rosa do Adro (1919)
- O Amor Fatal (1920)
- Barbanegra (1920)
- Os Fidalgos da Casa Mourisca (1921)
- Quando o Amor Fala (1921)
- Amor de Perdição (1921)
- O Destino (1922)
- O Primo Basílio (1923)
- Cláudia (1923)
- Lucros... Ilícitos (1923)
- Mulheres da Beira, co-regia di Rino Lupo (1923)
- A Tormenta (1925)
- La rose effeuillée (1926)
- Le secret d'une mère (1926)
- Phi-Phi (1927)
- Les coeurs héroïques (1927)
- Le train de 8 H 47 (1927)
- Le permis d'aimer (1929)
- La petite soeur des pauvres (1929)
- La vie merveilleuse de Bernadette (1929)
- L'étrange fiancée (1930)
- Monsieur le contrôleur (1931)
- La demoiselle du métro (1931)
- Anatole (1931)
- Les deux 'Monsieur' de Madame co-regia di Abel Jacquin (1933)
- Son frère de lait co-regia di Max Lerel (1935)
- La vergine della roccia (1935)
- Le vase étrusque co-regia di Max Lerel (1935)
- Le tampon du colonel co-regia di Max Lerel (1935)
- La rose effeuillée (1937)
- La fille de la Madelon co-regia di Jean Mugeli (1937)
- Ceux de demain co-regia di Adelqui Migliar (1938)
- Coeur de gosse (1938)
- Un gosse en or (1939)

### Attore
- Tinoco em Bolandas, regia di António Pinheiro (1924)